# Bāgheh-ye Sheykh Mūsá
Bāgheh-ye Sheykh Mūsá (persiska: Bāgh-e Sheykh Mūsá, باغ شيخ موسى, باغه شيخ موسى) är en ort i Iran.   Den ligger i provinsen Golestan, i den norra delen av landet, 300 km nordost om huvudstaden Teheran. Bāgheh-ye Sheykh Mūsá ligger 15 meter över havet och antalet invånare är 346.
Terrängen runt Bāgheh-ye Sheykh Mūsá är platt. Runt Bāgheh-ye Sheykh Mūsá är det ganska tätbefolkat, med 65 invånare per kvadratkilometer. Närmaste större samhälle är Khīvalī, 4,1 km väster om Bāgheh-ye Sheykh Mūsá. Trakten runt Bāgheh-ye Sheykh Mūsá består till största delen av jordbruksmark.